# Pierre Manent

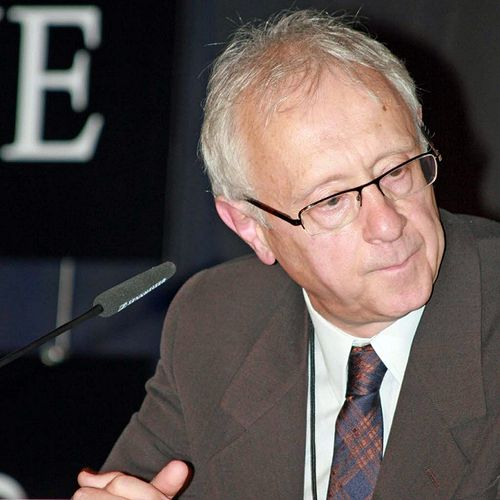
Pierre Manent (2011)

Pierre Manent (* 6. Mai 1949 in Toulouse) ist ein französischer Philosoph und emeritierter Directeur d'études am Centre d'études sociologiques et politiques Raymond Aron der École des Hautes Études en Sciences Sociales, wo er nach wie vor politische Philosophie lehrt. Jährlich ist er darüber hinaus im Herbst als Gastprofessor am Boston College tätig.

## Leben
Manent wuchs in einem kommunistischen Umfeld auf. Ursprünglich ungetauft, trat er während seiner Oberschulzeit der katholischen Kirche bei. Nach seinem Studium an der École normale supérieure wurde Manent Assistent bei Raymond Aron am Collège de France. Er war Mitbegründer der antikommunistischen Quartalsschrift Commentaire, zu der er weiterhin regelmäßig Beiträge leistet. Er war von 2010 bis 2016 Mitglied der Päpstlichen Akademie der Sozialwissenschaften.
Manent gilt als wichtiger Vertreter der gegenwärtigen Politischen Philosophie in Frankreich, wobei er eine Position eines konservativen Liberalismus in der Nachfolge von Raymond Aron und Leo Strauss vertritt. Seine Arbeiten, etwa Histoire intellectuelle du libéralisme,  trugen zur Wiederentdeckung der Tradition des politischen Liberalismus bei, die in Frankreich einen ersten Höhepunkt im 19. Jahrhundert mit François Guizot und Alexis de Tocqueville erreichte. Im 20. Jahrhundert ist sie vor allem von Raymond Aron vertreten worden, dessen Werk Manent auf seine Art fortschreibt.

## Lehre
Manents Denken zielt darauf ab, zwischen den wichtigen Polen des menschlichen Lebens: der Politik, der Philosophie und der Religion ein ausgewogenes Verhältnis zu bewahren. Dabei interessiert ihn die Entstehung der Moderne aus dem antiken Denken. In Anlehnung an Leo Strauss sieht er einen historischen Bruch mit der Antike und dem mittelalterlichen Denken bei Niccolò Machiavelli und dem seither auf die Beherrschung der Natur und die autonome Gestaltung der menschlichen Lebensbedingungen ausgerichteten Anspruch. Die Reformation im 16. Jahrhundert, die Entstehung der Naturwissenschaften im 17. Jahrhundert, die politischen Revolutionen in Amerika und Frankreich im 18. Jahrhundert stehen nicht im Widerspruch, sondern sind nur folgerichtige Erscheinungen des neuen Antriebs zum Fortschritt und der damit verbundenen Veränderung.
Als historisches Erklärungsmodell politischer Strukturen entwickelte Manent in Les Métamorphoses de la Cité das Konzept der „politischen Form“, die jeweils durch die geographische Lage und den Rahmen seiner Einwohner bestimmt ist. Als charakteristische Grundtypen bestimmt er die antike griechische Polis, das Imperium (Empire), das Reich der Kirche und den Nationalstaat. Neben den geographischen Grenzen sind für diese Formen die Größe und Vielfalt der Bevölkerung bestimmend. Die Politik in der Polis war ursprünglich und unmittelbar, weil die räumliche Größe und die Anzahl der Bürger überschaubar geblieben sind. Das Römische Reich ist ein Beispiel für die Ausweitung einer Stadt auf ein weitläufiges Großreich. Diese Entwicklung ist ein frühes Beispiel für die Entstehung moderner Staaten. Manent bezieht sich auf Cicero, bei dem das Konzept des Staates als öffentliche Person zu finden ist, zum anderen auf das Eigentum als Grundlage der politischen Ordnung, und drittens auf das Konzept der Persönlichkeit – alles Institutionen, die es im alten Griechenland noch nicht gab. Nach dem Zusammenbruch Roms hat der Kirchenstaat ein neues Modell für das Zusammenleben in einer politischen Form geboten. Durch die Trennung von politischer und religiöser Führung („Säkularismus“) konnte diese Form aber nicht stabil bleiben. Die Reaktion war die von der Kirche unabhängige Herausbildung der Nationalstaaten. Deren Rivalität führte jedoch seinerseits zu den kriegerischen Katastrophen im 20. Jahrhundert. Diesen folgte als Reaktion der Wunsch nach übernationalen Gemeinschaften, der sich etwa in der Europäischen Union realisierte.
Aus Sicht von Manent hat diese übernationale Organisationsform der EU ihre „politische Form“ noch nicht gefunden. Europa wirkt noch sehr begrenzt und künstlich. Es entstand eine Gesellschaft, in der politisches Leben und Zivilisation gespalten sind. Der Mensch in dieser Gesellschaft ist nicht mehr ein „politisches Wesen“ (animal politikon), sondern getrieben von Erwerbsarbeit und Besitz. Politik wird als minderwertig betrachtet. Weil Politik aber eine fundamentale Größe des Zusammenlebens ist, warnt Manent vor der Gefahr der Instabilität. Ihm scheint wichtig, dass die Agenda politischen Handelns eine angemessene Anzahl von Aufgaben beinhaltet, die einer gemeinsamen Wertschätzung unterliegen. Zu wenige Ziele führen zu Gleichgültigkeit, zu viele zu Desorientierung und fehlender Authentizität. Durch die fortlaufenden Erweiterungen der EU droht auch das Bild eines geographischen Rahmens verloren zu gehen. Dies verhindert einen stabilen öffentlichen Raum, der Sicherheit und Identitäten vermittelt. Deshalb sieht Manent im liberalen Nationalstaat noch eine bessere Alternative zur Förderung von Wohlstand und politischer Gemeinsamkeit. Individuelle Freiheit ist nur im Rahmen einer geordneten politischen Gemeinschaft zu gewährleisten.
Manent ist auf seine Art überzeugter Europäer und mahnt seit längerem, dass Europa seine „politische Form“ finden müsse, wenn es politisches Gewicht in der Welt behalten beziehungsweise wiedergewinnen wolle. Er zweifelt daran, dass die Europäische Union dieser Aufgabe gewachsen ist, kritisiert aber auch die in den Nationalstaaten wirkenden Politiker für ihre Lethargie und ihre Tendenz, das Regieren durch reines Verwalten zu ersetzen. Seine Argumente dafür hat er unter anderem in dem Buch La raison des nations. Réflexions sur la démocratie en Europe dargelegt. Er sieht eine Erosion der „politischen Form“ der Nation, ohne dass die EU darauf eine Antwort hätte. Stattdessen wird eine unspezifizierte „Humanität“ zum Wertmaßstab. Damit gehen die historisch gewonnenen Werte von Individualität, Gleichberechtigung und Freiheit immer mehr verloren. Phänomene wie die europäische Finanzkrise verschärfen die Situation. Ein anderes Beispiel ist die systematische Abwendung der Europäer von ihrer christlichen Tradition. Die Abkehr von den christlichen Wurzeln, repräsentiert etwa durch eine übertriebene Auslegung der Laizität in Frankreich, gefährdet aus Manents Sicht sowohl die Identität der einzelnen Nationen als auch diejenige des ganzen Kontinents.

## Schriften
- Naissances de la politique moderne. Machiavel, Hobbes, Rousseau. Payot, 1997, Neuauflage Gallimard 2007
- Tocqueville et la nature de la démocratie. 1982, Neuauflage 1993
- Les Libéraux. 1986, Neuauflage Gallimard 2001
- Histoire intellectuelle du libéralisme. dix leçons. 1987, Neuauflage 1997
- La Cité de l'homme. 1994, Neuauflage Flammarion, Paris 1997
- Modern Liberty and Its Discontent. 1998
- Cours familier de philosophie politique. Fayard, 2001, Neuauflage Gallimard 2004
- L'Amour et l'amitié d'Allan Bloom (traduction). Livre de Poche, 2003
- Une éducation sans autorité ni sanction ? (mit Alain Renaut und Albert Jacquard), Grasset, 2004
- La raison des nations. Gallimard, 2006
- Ce que peut la littérature (mit Alain Finkielkraut, Mona Ozouf und Suzanne Julliard), Stock, coll. « Les Essais », 2006,
- Enquête sur la démocratie. Etudes de philosophie politique. Gallimard, 2007
- Le Regard Politique, (mit Benedicte Delorme-Montini), Flammarion, Paris 2010
- Les Métamorphoses de la Cité, Flammarion, Paris 2010

Englische Übersetzungen
- Metamorphoses of the City: On the Western Dynamic übersetzt von Marc A. Lepain, Harvard University Press, Cambridge, Massachusetts 2013
- Democracy Without Nations: The Fate of Self-Government in Europe übersetzt von Paul Seaton, Intercollegiate Studies Instituts, Wilmington, Delaware 2007 (Review)
- A World beyond Politics? übersetzt von Marc A. Lepain Princeton University Press, Princeton, New Jersey 2006
- Modern Liberty and its Discontents. Übersetzt von Daniel J. Mahoney und Paul Seaton, Rowman & Littlefield, Lanham, Maryland 1998
- The City of Man. Übersetzt von Marc A. LePain Princeton University Press, Princeton, New Jersey 1998
- Tocqueville and the Nature of Democracy. Übersetzt von John Waggoner, Rowman & Littlefield, Lanham, Maryland 1996
- An Intellectual History of Liberalism. Übersetzt von Rebecca Balinski, Princeton University Press, Princeton, New Jersey 1994 (Review)